# Slag om Stalingrad
De Slag om Stalingrad (Russisch: Сталинградская битва; Stalingradskaja bitva, Duits: Schlacht von Stalingrad) (23 augustus 1942 – 2 februari 1943) geldt als keerpunt van de Tweede Wereldoorlog in Europa. Het Duitse 6e Leger werd uiteindelijk volledig vernietigd door het Rode Leger, dat nog maar enkele maanden eerder nagenoeg overwonnen leek. Stalingrad (sinds 1961 Wolgograd) werd het symbool voor de wederopstanding van het Rode Leger en gaf het Duitse moreel een zware klap; in brede lagen van de Duitse bevolking drong door dat de oorlog weleens slecht zou kunnen aflopen voor Duitsland; het naziregime zag voortaan af van 'kanonnen in plaats van boter'-propaganda en riep na afloop van de slag het volk op tot een totale oorlog.

## Achtergrond

### Duitse aanvalsplannen:Fall Blau
In 1941 had Duitsland gepoogd door middel van Operatie Barbarossa de Sovjet-Unie een snelle en totale nederlaag toe te brengen. Dat was mislukt doordat men in oktober vastliep in de herfstmodder. Het Duitse leger leed hierdoor ook onder ernstige logistieke problemen. Uiteindelijk werd iedere Duitse opmars door de felle Russische winter een halt toegeroepen. In deze winter wierp een tegenoffensief de Duitsers voor Moskou een paar honderd kilometer terug. In december verklaarde Hitler de Verenigde Staten van Amerika de oorlog.
In het voorjaar van 1942 was het Duitse leger nog zeer verzwakt. De meeste divisies waren ernstig onder sterkte. Er waren tekorten aan materieel, munitie en brandstof. Deze situatie kon niet snel verholpen worden omdat Hitler, die steeds een confrontatie met de VS gevreesd had, al in 1940 de productie van duikboten en vliegtuigen vergroot had ten koste van een snelle opbouw van de legeruitrusting. De wapenindustrie moest dus worden omgeschakeld om een langdurige oorlog in het oosten te ondersteunen. Een structureel probleem was verder dat de Sovjet-Unie, ook na het verlies van de westelijke regio's, een tweemaal grotere reserve aan mankracht en een grotere oorlogsindustrie bezat dan Duitsland.

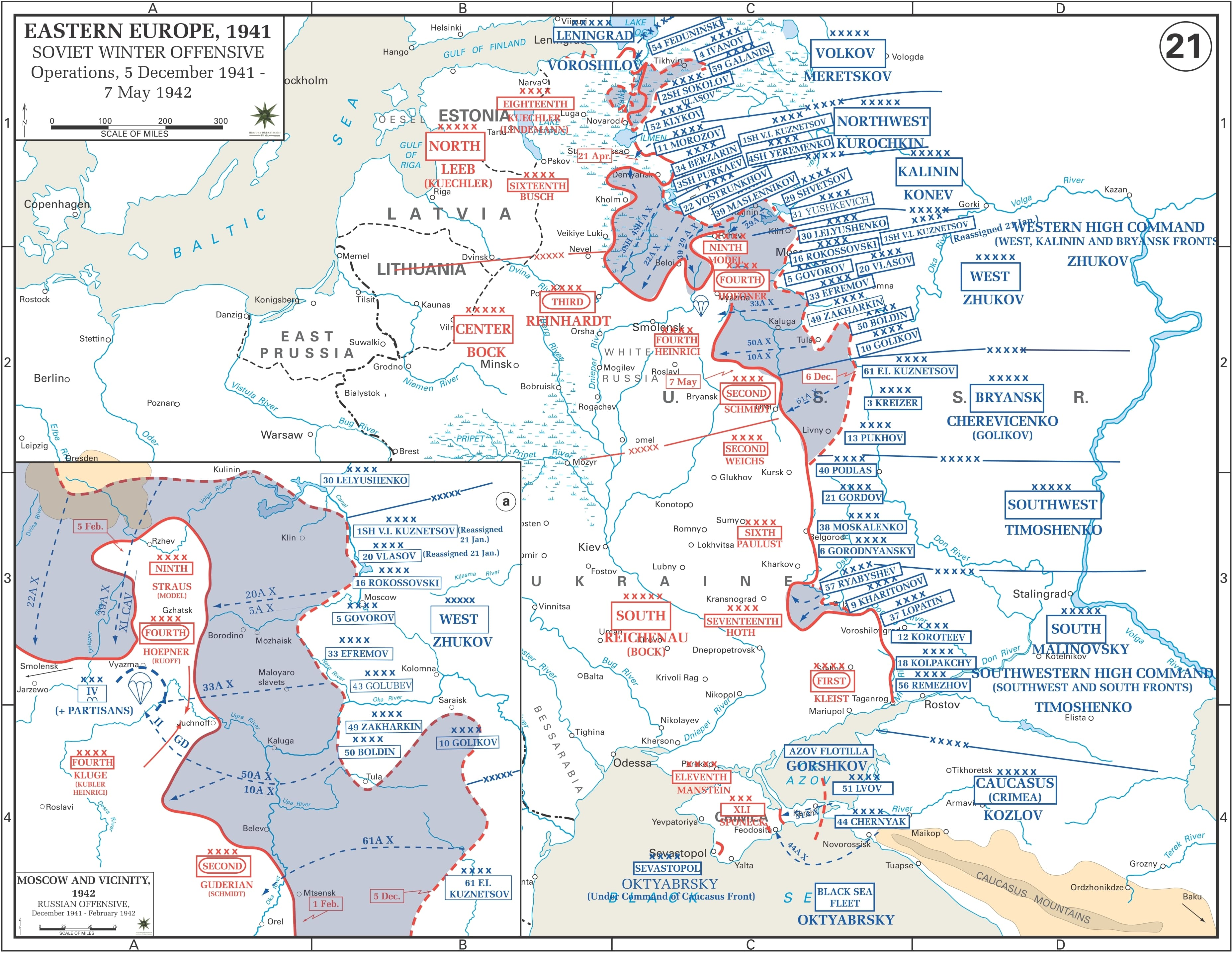
Het Oostfront in de winter van 1942

Onder dergelijke omstandigheden was het uitgesloten om in de zomer van 1942 weer over de volle breedte van het oostfront tot het offensief over te gaan. Toch was 1942 het laatste jaar waarin Duitsland zijn positie nog kon verbeteren. Het Rode Leger was na de verschrikkelijke verliezen van 1941 nog in volle opbouw en de VS, voorlopig de handen vol hebbend aan Japan, zouden nog niet in staat zijn op het Europese strijdtoneel in te grijpen. Gezien de dreiging voor Moskou werden nieuwe Sovjetlegers voornamelijk daar opgesteld. Dat bood kansen voor een beperkte aanval op een ander front. Een aanlokkelijk doelwit vormden de olievelden van Majkop en Bakoe in de Kaukasus, indertijd verreweg de grootste operationele velden in (de buurt van) Europa. Duitsland had steeds een nijpend tekort aan benzine en kerosine voor de legervoertuigen en vliegtuigen. Barbarossa was alleen mogelijk geweest doordat men in mei en juni 1940 de strategische olievoorraden van Frankrijk en de Lage Landen buitgemaakt had, maar die waren nu op.
Als het gebied ten zuiden van de benedenloop van de Wolga veroverd en behouden kon worden, zou dat een enorme verbetering opleveren van de geostrategische situatie van Duitsland. Het zou de tijd en de energie winnen voor een industriële opbouw die nodig was om zich tegen de twee supermachten, de Sovjet-Unie en de VS, te kunnen verdedigen. Alleen Bakoe al produceerde vierentwintig miljoen ton aardolie per jaar, het drievoudige van de Duitse oliebehoefte. Verder zou de verovering van de Kaukasus een afleiding vormen voor het Verenigd Koninkrijk in de vorm van een nieuw front in Perzië en zou zo de situatie voor Rommel in Egypte verbeteren.
Experts hadden hierover in de winter al een consensus bereikt en vonden bij Hitler een willig oor. Op 5 april 1942 deed deze de Führer-Weisung N° 41 uitgaan, waarin bevolen werd om Heeresgruppe Süd op sterkte te brengen. Hiermee moest dan Fall Blau worden uitgevoerd. Na een opmars richting Voronezj zou men naar het zuiden afbuigen om langs de Don te trekken. Als de grote Donbocht gezuiverd was, zou de strijdmacht zich splitsen in een Legergoep B die de Don moest blijven verdedigen en een Heeresgruppe A die de benedenloop van de rivier zou overschrijden en naar de Kaukasus oprukken.
In deze fase van de planning kwam Stalingrad niet voor als een speciaal doel. De opmars zou de frontlijn sterk verlengen. Dat wilde men opvangen door een beroep te doen op de bondgenoten. Duitsland beheerste een gebied met ruim driehonderd miljoen inwoners, meer dan de Sovjet-Unie en de VS samen. Dat potentieel aan mankracht hoopte men nuttig te gaan inzetten voor de Duitse oorlogsinspanning. Twee Roemeense legers, een Hongaars leger en een Italiaans leger moesten de flanken gaan dekken. Men had echter niet de tijd die adequaat te trainen en miste het materieel om ze voldoende uit te rusten. De operatie kon dus alleen veilig worden uitgevoerd als het Rode Leger na een nederlaag in de beginfase niet meer tot een serieus tegenoffensief in staat zou zijn.

### De Sovjet-Unie in het tweede oorlogsjaar
Hitler zag de Sovjet-Unie niet werkelijk als een gevaar. Hij ging ervan uit dat de Sovjet-Unie uitgeput was. Natuurlijk kon het land grote legers op de been brengen, naar Duitse schatting zo'n zestig divisies extra in 1942, maar de kwaliteit daarvan zou uiterst gering zijn. Vanuit een racistisch vooroordeel kon hij niet echt geloven dat minderwaardige Slaven in staat konden zijn competent een moderne oorlog te voeren. Na het verlies van Leningrad en Charkov als productiecentra leek het hem ook uitgesloten dat het Rode Leger een overmacht aan materieel in het veld kon brengen. 

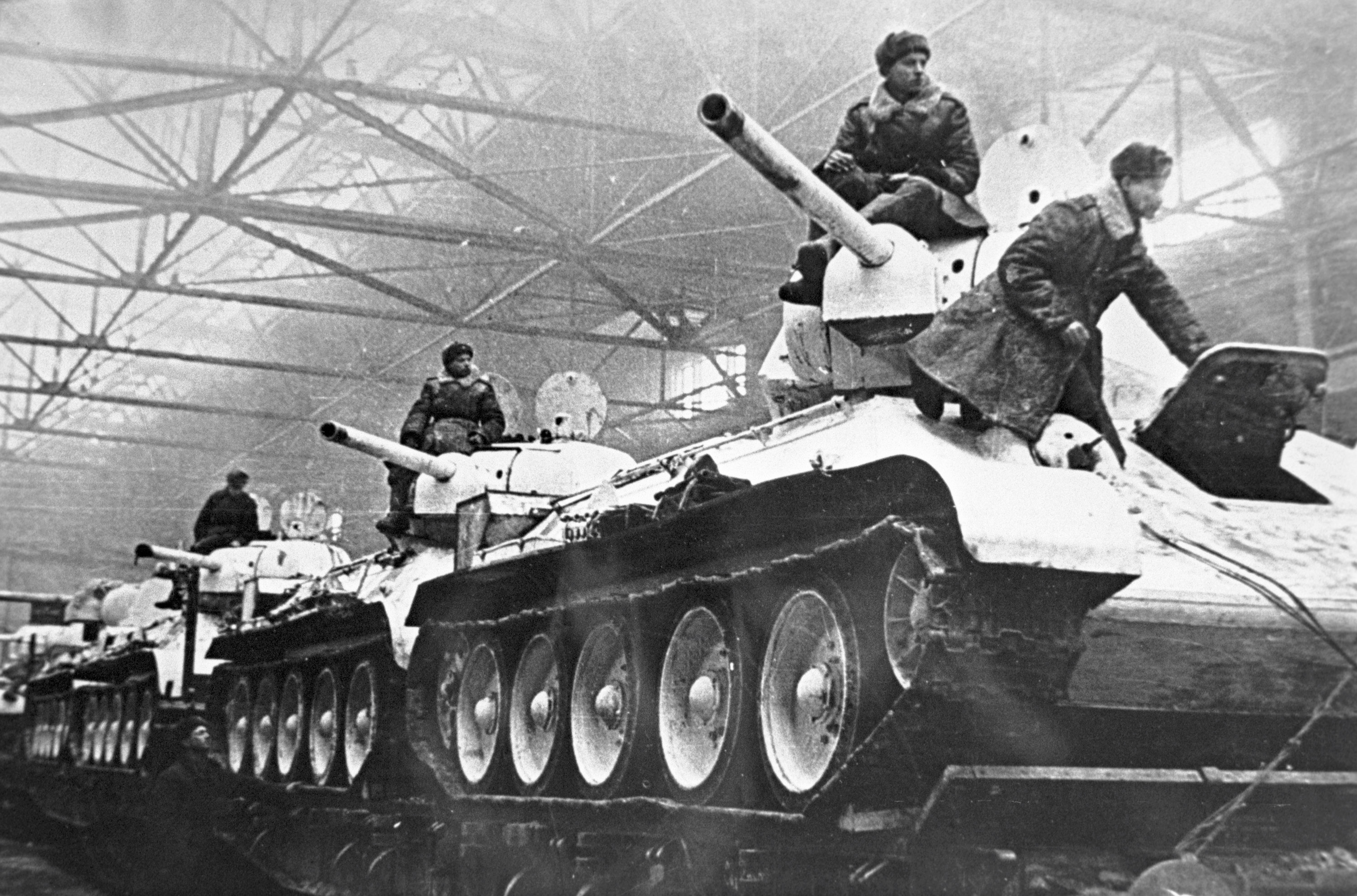
De troefkaart van de Sovjet-Unie was de massaproductie van T-34s

In feite had de Sovjet-Unie al succesvol het begin gemaakt met een reusachtige verbetering, zowel kwantitatief als kwalitatief, van de strijdkrachten. Het kader werd veel grondiger opgeleid. De Sovjet-Unie had al een voorsprong van vijf jaar gehad in de herbewapening en de klemtoon had, anders dan in Duitsland, in de jaren dertig gelegen op de massaproductie van juist die wapensystemen die essentieel waren voor een lange landoorlog: artillerie en tanks. Het machinepark was naar gebieden achter de Oeral geëvacueerd en lang voorbereide plannen werden uitgevoerd om bij de overgang naar een oorlogseconomie de productie gigantisch op te voeren. In 1942 fabriceerden de Sovjets ruim twintigduizend tanks, vijfmaal het Duitse niveau. Daarbij hadden ze een voorsprong in tankontwikkeling. Hun T-34 en KV-1 waren superieur aan de Duitse tanks van de eerste generatie zodat de Wehrmacht gedwongen werd verbeterde typen te ontwikkelen.
De oorlogshandelingen in de winter 1941-1942 hadden het moreel van de Sovjetbevolking sterk verbeterd. Het  belegerde Leningrad en het bedreigde Moskou hadden stand gehouden, de Duitse troepen hadden zware verliezen geleden en het Rode Leger was erin geslaagd de vijand op verschillende plaatsen terug te drijven. De stemming sloeg in brede kring, als reactie op de doorstane angst en twijfel, om in een overdreven optimisme. Men miskende dat de tegenoffensieven uiteindelijk waren vastgelopen en dat de hoop op een reeds in 1942 te vormen Tweede Front in Frankrijk onrealistisch was.

### De Sovjet-Unie bereidt zich voor
De Sovjetautoriteiten stonden voor de taak het zelfvertrouwen van de bevolking, in het belang van een maximale oorlogsinspanning, met alle beschikbare middelen te herstellen. Daarbij werden belangrijke successen geboekt. De eerste staatslening, in een socialistische maatschappij beslist geen vanzelfsprekende zaak, leverde in het voorjaar van 1942 tien miljard roebel op. Daarnaast moedigde men van hogerhand acties aan om ten behoeve van de oorlogvoering geld en extra werkkracht beschikbaar te stellen. Voornamelijk op de kolchozen werden geldinzamelingen gehouden voor de aankoop van vliegtuigen en tanks, die dan namens het desbetreffende collectief aan het Rode Leger werden geschonken. Zulke acties werden door de pers in de Sovjet-Unie sterk gepropageerd. In de industriële bedrijven werd in mei 1942 op initiatief van de metaalarbeiders van Koeznetsk een nationale wedstrijd in productiestijging georganiseerd, waaraan ook Siberische kolchozenboerderijen meededen en waarvan de resultaten steeds opnieuw in de publiciteit breedvoerig werden besproken.
De Communistische Partij ging aan de slag om haar macht opnieuw op te bouwen. De tegenslagen in de zomer van 1941 hadden het gezag van de partij soms vrijwel verloren doen gaan en het leek er bij tijden op dat zij haar leidende rol niet zou kunnen behouden. Om haar greep op de bevolking te versterken, begon de Communistische Partij begin 1942 een grote wervingscampagne die ruim 1,3 miljoen extra leden opleverde. Ongeveer 430.000 nieuwe leden kwamen uit de officieren en manschappen van het Rode Leger en de Rode Vloot.
In de loop van 1942 nam men verdere maatregelen om de eenheid van leger en partij te versterken. Teneinde het officierskorps nauwer aan het Sovjetbewind te binden, werd in oktober 1942 de bevelsstructuur van het Rode Leger puur militair, met opheffing van de directe partijcontrole. De politieke commissarissen, die veelal als hinderlijke pottenkijkers waren gezien, kregen een officiersaanstelling en werden feitelijk de ondergeschikten van de commandant. Bovendien herstelde men de oude tsaristische militaire rangen, ordes, onderscheidingstekens en voorrechten. Men stelde zelfs de garde- en Kozakkenregimenten opnieuw in.
De hele maatschappij werd op een meer nationalistische leest geschoeid. De Internationale werd vervangen door een nieuw volkslied, Sojoez neroesjimyj, met een uitgesproken Sovjetpatriottische tekst. Politie en veiligheidsdienst werden grondig gereorganiseerd. Verraad, spionage en aanverwante delicten werden toegewezen aan het nieuwe Departement van Staatsveiligheid (NKGB) en zijn al snel gevreesde afdeling SMERSJ. Daarnaast wakkerde men de haat tegen de Duitsers aan.

## Aanloop

### Inleidende oorlogshandelingen

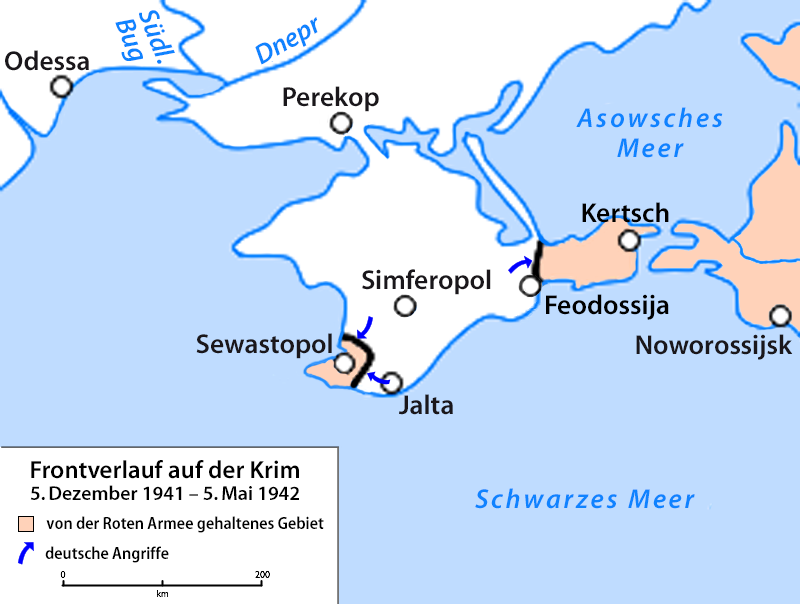
Strijd op de Krim

In het voorjaar van 1942 bewezen twee offensieven dat de Sovjet-Unie nog lang niet was uitgeput. In de winter van 1942 was er een grote frontboog ontstaan ten zuiden van Charkov en in mei poogde het Rode Leger daar opnieuw door te breken om de stad te bevrijden. In de beginfase van de Tweede Slag om Charkov sloeg een overmacht aan troepen een gat in de Duitse linies, zestien bataljons onder de voet lopend. Nog voor een grote tankmacht kon uitbreken werd deze echter in de flanken aangevallen door de concentratie aan pantsereenheden die voor Fall Blau was samengetrokken, en uiteindelijk omsingeld en vernietigd. Hoewel dit een domper was op het moreel van de Sovjetbevolking — zelfs het officiële Tass-bericht gaf zeventigduizend man als vermist op — en een goede uitgangssituatie schiep voor het Duitse offensief, ging uit het feit dat men überhaupt dergelijke operaties kon organiseren en snel uitvoeren een grote toekomstige dreiging uit voor Wehrmachtlegers die zich in een strategisch minder gunstige positie zouden bevinden.
In december 1941 had het Rode Leger een landing uitgevoerd op de oostelijke Krim en het schiereiland van Kertsj veroverd. In het voorjaar van 1942 poogde men daar met een enorme concentratie van eenheden uit te breken om in het Beleg van Sebastopol de stad te ontzetten. De massa troepen, die nauwelijks kon manoeuvreren, werd uiteindelijk door de Duitsers onder leiding van Erich von Manstein samengedrongen en met grote inzet van luchtstrijdkrachten vernietigd. Sebastopol viel begin juli zodat er geen dreiging meer van uit ging voor de olievelden van Roemenië. Ondanks de vernederende nederlaag toonde de slag dat de Sovjet-Unie tot grootschalige, complexe en gewaagde operaties in staat was. Als slechts de operationele bekwaamheden van het kader verbeterd waren, kon het Rode Leger een evenwaardige tegenstander worden.
In de winter van 1942 was de effectieve sterkte van een Duitse pantserdivisie gemiddeld tot een compagnie gereduceerd. In de late zomer van 1941 had Hitler bevolen in beginsel geen vervangingstanks meer naar het oosten te zenden om een reserve op te bouwen voor een zomeroffensief in 1942. Versleten tanks werden door de divisies niet meer naar de fabriek teruggestuurd uit angst dat ze aan de reserve zouden worden toegevoegd. Februari 1942 waren er 1139 Duitse tanks aan het oostfront aanwezig doch slechts 340 daarvan waren inzetbaar. Die maand begon men divisies naar Frankrijk te zenden om ze weer op te bouwen. Tegelijkertijd voerde men ruim tweeduizend tanks aan om de frontdivisies weer aan te vullen. Dit kwam overwegend Heeresgruppe Süd ten bate. Die kon ook de geheel nieuwe 22e, 23e en 24e Pantserdivisie aan de sterkte toevoegen. Eind juni 1942 beschikten de negen pantserdivisies van de legergroep over 1238 tanks, waarvan twee derde inzetbaar was. Heeresgruppe Süd telde zevenenzestig divisies waarvan vijftig op sterkte waren. Samen met de legers van de bondgenoten, het totaal op 93 divisies brengend, waren ruim een miljoen man inzetbaar. Ze stonden tegenover ongeveer 40% van de totale frontsterkte van het Rode Leger: 5,5 miljoen man, ruim zesduizend tanks, 55 600 stuks geschut en 2600 vliegtuigen. Daarnaast beschikte het Stavka, het Sovjetopperbevel, over een strategische reserve van niet zestig maar zo'n 250 divisie-equivalenten.

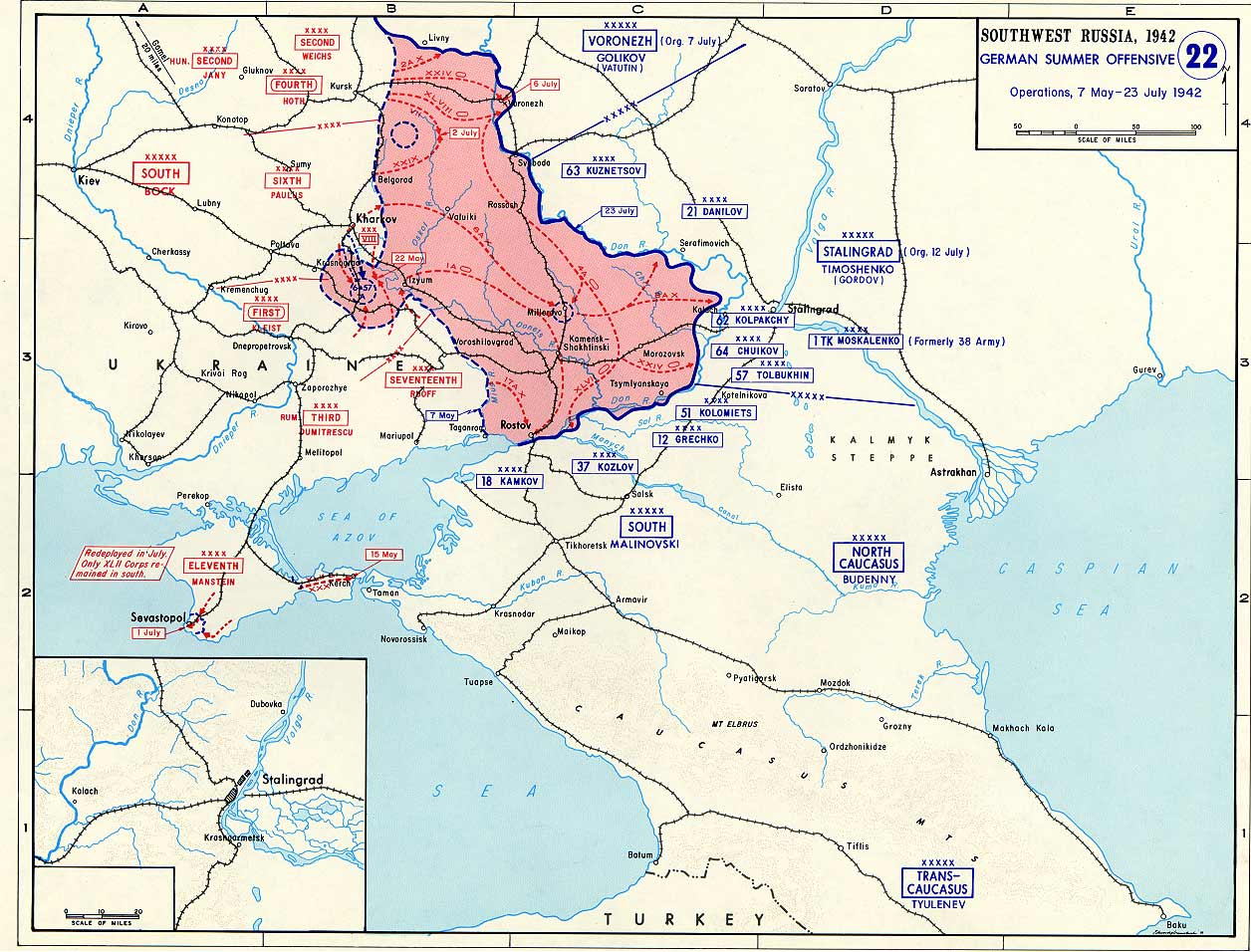
De Duitse opmars tot aan de Don van 7 mei tot 23 juli 1942.

Op 28 juni 1942 ging over de as Koersk-Voronezj Operatie Blau I van start met een offensief van het 6e Leger en het 4e Pantserleger. De Duitse opmars werd meer gehinderd door modder dan door de onbekwaam opererende tankkorpsen van het Rode Leger. Het Stavka gaf de fronttroepen toestemming aan een omsingeling te ontsnappen. Hierdoor konden de Duitsers Voronezj snel nemen. De onverwachte val van de stad bracht beide partijen in grote verwarring. Stalin meende plots een sluwe Duitse strategie te doorzien om Moskou met een grote omtrekkende beweging van het zuiden uit te omvatten. Om dit te voorkomen werd de totale frontlinie ten zuiden van Voronezj achter de Don teruggenomen.
De terugtrekkende beweging stortte de verbijsterde Duitsers, die deze manoeuvre niet konden verklaren, in een bevelscrisis. Hitler had gehoopt vele honderdduizenden Sovjettroepen te omsingelen en zo de Sovjet-Unie blijvend ernstig te verzwakken. Nu dit dreigde te mislukken, beval hij het 4e Pantserleger zo snel mogelijk naar het zuiden af te buigen om de ontsnapping te verhinderen. De 24e Pantserdivisie bleef daarbij tot grote woede van Hitler wegens gebrek aan benzine steken. Veldmaarschalk Fedor von Bock werd als zondebok aangewezen en ontslagen. Heeresgruppe Süd werd gesplitst in Heeresgruppe A en Heeresgruppe B en het 4e Pantserleger voerde met het 1e Pantserleger naar het zuiden oprukkend op aanwijzing van Hitler allerlei omsluitende bewegingen uit maar in de zo omsingelde gebieden bevonden zich nauwelijks nog vijanden: slechts 88 000 krijgsgevangenen werden gemaakt. In deze fase raakte Stalingrad als mogelijk doelwit helemaal uit het oog.
Het was wel de bedoeling van het Stavka dat aan de benedenloop van de Don zou worden standgehouden maar de terugtocht ging op verschillende punten over in een vlucht. Bij Rostov aan de Don brak bij het naderen van de Duitsers grote paniek uit. Stalin raakte hierdoor geërgerd en deed in reactie de beruchte Order 227 uitgaan: "Geen stap terug!". Talrijke manschappen, officieren en zelfs een paar generaals werden wegens lafheid en ongehoorzaamheid geëxecuteerd en in de bevelvoering over de betrokken eenheden vonden vele mutaties plaats. Intussen werd de terugtocht voortgezet. Pas in de Kaukasus en bij Stalingrad zou de vijandelijke opmars worden opgevangen.
Een voor het Sovjetbewind zeer verontrustende ontwikkeling was de toenadering tussen de bezetters en de plaatselijke bevolking. In 1941 was daar weinig ruimte voor geweest. De eerste versies van het Generalplan Ost hadden nog voorgesteld alle Polen, Wit-Russen, Oekraïners en Russen maar uit te moorden. Volgens het Hungerplan moest toch minstens de stedelijke bevolking worden doodgehongerd om een voedseloverschot voor het Duitse volk te scheppen. De noodzaak zich lange tijd in onherbergzaam gebied te handhaven noopte de Wehrmacht in 1942 tot samenwerking. Grote aantallen Russische HiWis (Hilfswilligen) werden in de organisatie opgenomen, vaak in het transport en de verzorging, soms zelfs als soldaat. De collaboratie onder de Don- en Koebankozakken en onder verscheidene kleine volksgemeenschappen in Noord-Kaukasië zou Stalin nog dieper verontrusten.

### Het Zesde Leger wordt naar Stalingrad gezonden

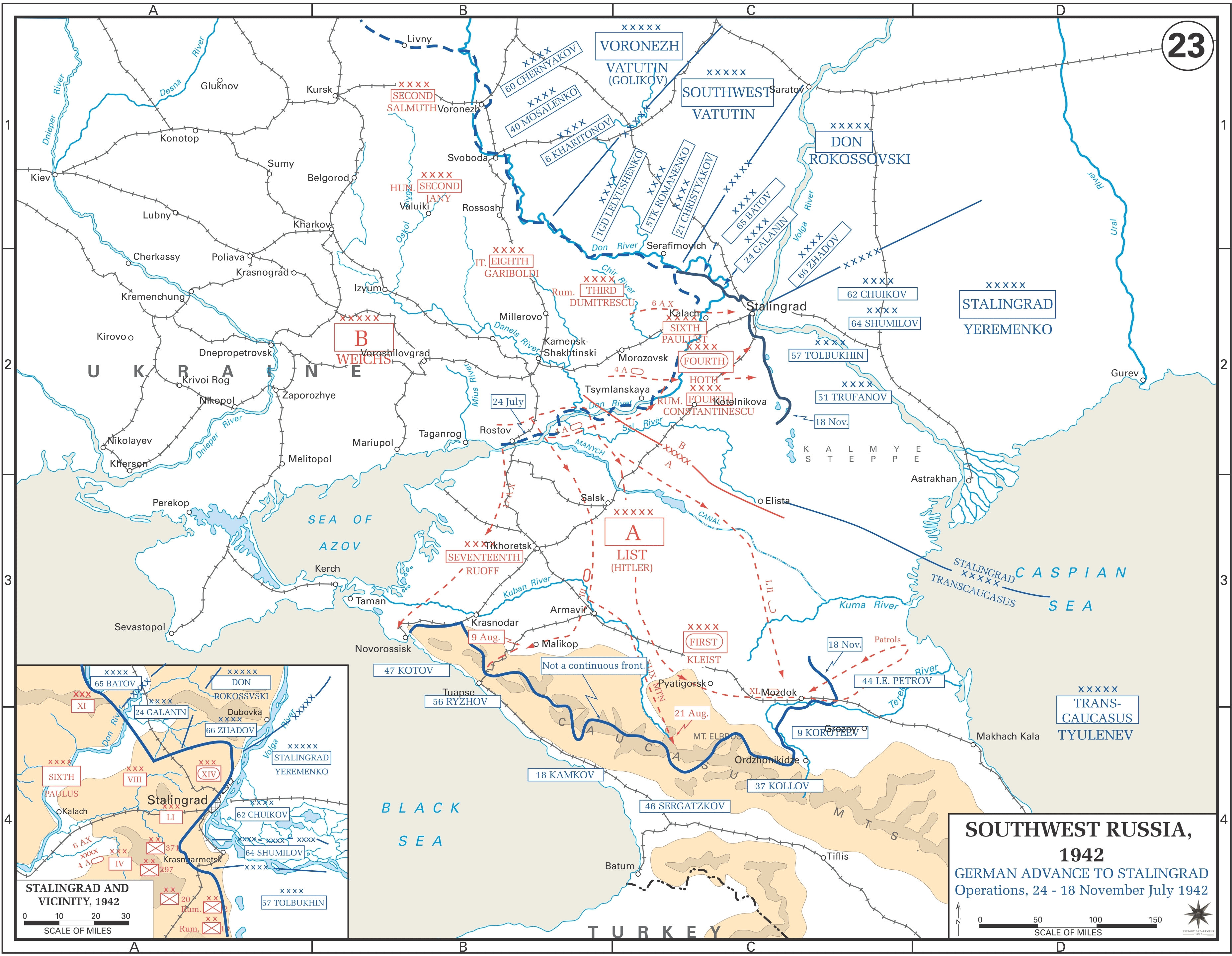
De Duitse opmars tot oktober 1942 leek indrukwekkend maar resulteerde in een extreem kwetsbare positie

De snelle Duitse opmars over de hete vlakte ten westen van de Don gaf Hitler de indruk dat de tijden van de Blitzkrieg weer waren teruggekeerd en dat zijn legers onoverwinnelijk waren. In feite was dit een illusie. De rasse vorderingen waren alleen mogelijk doordat men in een lege ruimte doorstootte die al door de vijand was opgegeven. Ze zouden zinloos zijn als de zo gewonnen strategische bewegingsvrijheid niet uitgebuit werd om beslissende doelen te bereiken. Hitler nam daartoe het operationeel bevel persoonlijk over. Inconsistent in zijn besluitvorming, zou hij daarbij strategische fouten maken die uiteindelijk rampzalig zouden uitpakken voor het Duitse leger.
In de klassieke Pruisische leer van de oorlogsvoering stond het concept van het Schwerpunkt centraal. Alle inspanningen moesten ten dienste staan van een beslissend zwaartepunt van de operaties. Stalingrad zou zo'n Schwerpunkt kunnen zijn. Gecombineerd hadden de Heeresgruppen A en B voldoende slagkracht om zowel aan de noordzijde als de zuidzijde uit de Donbocht te breken, de Sovjetlegers daar te vernietigen en in een tangbeweging de Wolga te bereiken. Deze rivier overschrijdend kon men dan Stalingrad omvatten en vrijwel moeiteloos innemen. Als doelwit was de stad daarvoor belangrijk genoeg. Het was het laatste van de drie oorspronkelijke centra van de tankindustrie. Het beheersen van de Wolga zou de Sovjet-Unie afsluiten van de olie uit de Kaukasus. De regio zou een geschikte aanvalsbasis zijn voor een inval in het Russische hartland tijdens een mogelijk zomeroffensief in 1943.
Voor Fall Blau was echter al een Schwerpunkt bepaald: de Kaukasus. Heeresgruppe A moest de hoofdaanval inzetten naar Majkop terwijl Heeresgruppe B deze beweging rugdekking gaf door de Donbocht te blijven verdedigen. Deze oorspronkelijke opzet was al vrij riskant geweest. Het 1e Pantserleger zou, na veel slijtage en verbruik van brandstof, vastgepend worden tegen een hooggebergte zonder de functie van pantserreserve te kunnen uitvoeren die zo hard nodig was gezien de reusachtige tankvloot van het Rode Leger. Daarvoor was echter geen alternatief: wegens een algemeen gebrek aan motorvoertuigen vormden de pantserdivisies het leeuwendeel van de "snelle troepen" die überhaupt in staat waren grote afstanden af te leggen. Daarbij bleef het 4e Pantserleger over als reserve.
Op 18 juli bracht Hitler een eerste wijziging aan door het 6e Leger te bevelen Stalingrad in te nemen, samen met het van het 1e Pantserleger overgehevelde 14e Pantserkorps inclusief 14e Pantserdivisie. De aanval zou niet de vorm moeten krijgen van een grote operatie en omvatting. Een korte directe uitval in oostelijke richting, eerst langs en dan over de Don, moest het doel bereiken. Hitler hoopte dat Stalin de stad die zijn naam droeg per se wilde behouden. Aan de terugtocht van het Rode Leger zou een einde komen en het resultaat zou een uitputtingsslag worden waaraan het Sovjetregime vele honderdduizenden zou opofferen zodat de door Hitler gewenste verzwakking van de reserves aan mankracht van Sovjet-Unie zich alsnog zou voltrekken. Inderdaad was Stalin van plan de stad te verdedigen. Op 12 juli was een nieuwe legergroep opgericht: het Stalingradfront dat het 62e, 63e en 64e Leger omvatte. De troepen daarvan waren grotendeels afkomstig van het oude Zuidwestfront.
Hitler ondervond het als storend dat het 4e Pantserleger, waarmee hij zo elegant gemanoeuvreerd had, plots een passieve rol zou gaan spelen. Indien de vijand als verslagen werd beschouwd, kon het veilig extra opdrachten uitvoeren. Hij besloot, als tweede wijziging, naast Majkop ook meteen de hoofdprijs Bakoe te winnen en liet het 48e Pantserkorps van het 4e Pantserleger de benedenloop van de Don overschrijden. Tegelijkertijd moest het 24e Pantserkorps, met de 9e en 11e Pantserdivisie, het 6e Leger gaan bijstaan. Dit ontblootte de Donbocht van bijna alle pantserreserves. Chef-staf Franz Halder was laaiend over deze ontwikkeling. "Het onderschatten van de vijandelijke mogelijkheden begint groteske vormen aan te nemen" noteerde hij in zijn oorlogsdagboek.

De opmars van het 6e Leger ging minder voorspoedig dan gehoopt. Frontaal bleef het Stalingradfront weerstand bieden. Tegelijkertijd liet het Stavka snel uit rekruten vier nieuwe legers formeren en wierp die, samen met zeshonderd tanks, tegen de linkerflank van het 6e Leger aan. In zekere zin kwam zo Hitlers hoop uit het Rode Leger te verzwakken want dat verloor tweehonderdduizend man. Voor de Duitse troepen was het steeds afslaan van de aanvallen echter zeer tijdrovend, uitputtend en demoraliserend. Daarbij lukte het niet de vijand de Don over te drijven zodat grote bruggenhoofden bleven bestaan en de rivier geen veilige flankdekking bood. Stalin maakte zich om de verliezen niet zo druk: ze kwamen overeen met het gemiddelde tiendaagse verbruik van manschappen gedurende de loop van de oorlog.

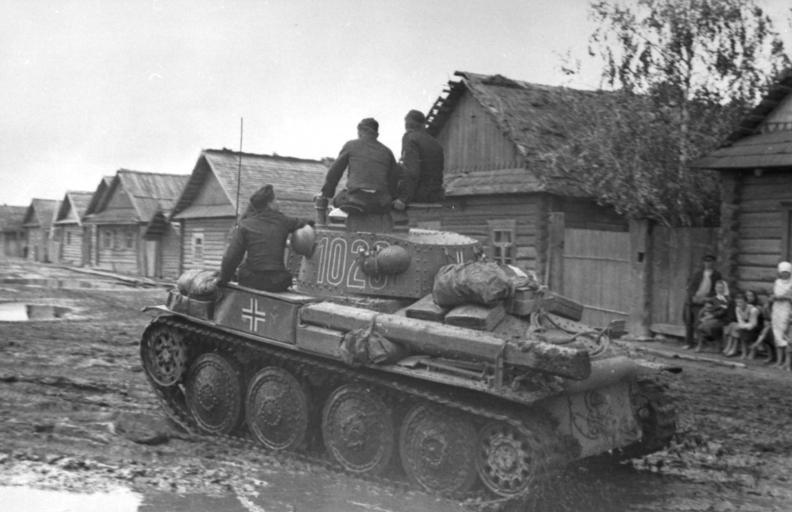
De PzKpfw. 38(t) was in 1942 geen partij meer voor de T-34

De situatie noopte Hitler tot een derde wijziging. Pantserdivisies werden aan de zuidelijke opmars onttrokken om het 6e Leger bij te staan. Ook de 16e Pantserdivisie werd van het 1e Pantserleger overgeheveld. Het 4e Pantserleger werd op 31 juli bevolen met het 48e Pantserkorps, waaronder de 24e Pantserdivisie, weer naar het noorden om te buigen om Stalingrad van het zuiden uit aan te vallen. Iedere kans om al in 1942 het Kaukasusgebied te veroveren, toch al klein gezien de enorme bevoorradingsproblemen, was daarmee verkeken, zelfs na een versterking door het 40e Pantserkorps met de 3e en 24e Pantserdivisie. Ondanks de versterking van Heeresgruppe B, bleef de strategische situatie daarvan risicovol. Door direct deel te nemen aan de aanval op Stalingrad zouden de pantsereenheden door de onvermijdelijke verliezen en slijtage sterk aan slagkracht inboeten. Ze hadden geen prioriteit bij de Nachschub aan nieuwe tanks. Daarbij zouden ze zo op één vooruitgeschoven punt geconcentreerd worden dat kwetsbaar was voor flankaanvallen. Het 24e Pantserkorps werd in september ver naar het noorden teruggetrokken achter het Hongaarse leger. Als pantserreserve kon toen alleen de 22e Pantserdivisie functioneren die in de tweede week van augustus aan het 1e Pantserleger werd onttrokken. Dat was weliswaar een verse formatie met de meeste tanks van alle pantserdivisies maar men had die alleen kunnen oprichten door de fabricage van de Tsjechische Panzerkampfwagen 38(t) tot in 1942 voort te zetten hoewel het type totaal verouderd was. In tankslagen met T-34's maakten deze voertuigen geen schijn van kans, zoals in maart gebleken was op de Krim. De acht overige pantserdivisies raakten zo geheel verspreid: twee bij Voronezj, drie in Stalingrad en drie voor de Kaukasus.

## Bestorming van Stalingrad

### Het Zesde Leger rukt op naar de stad

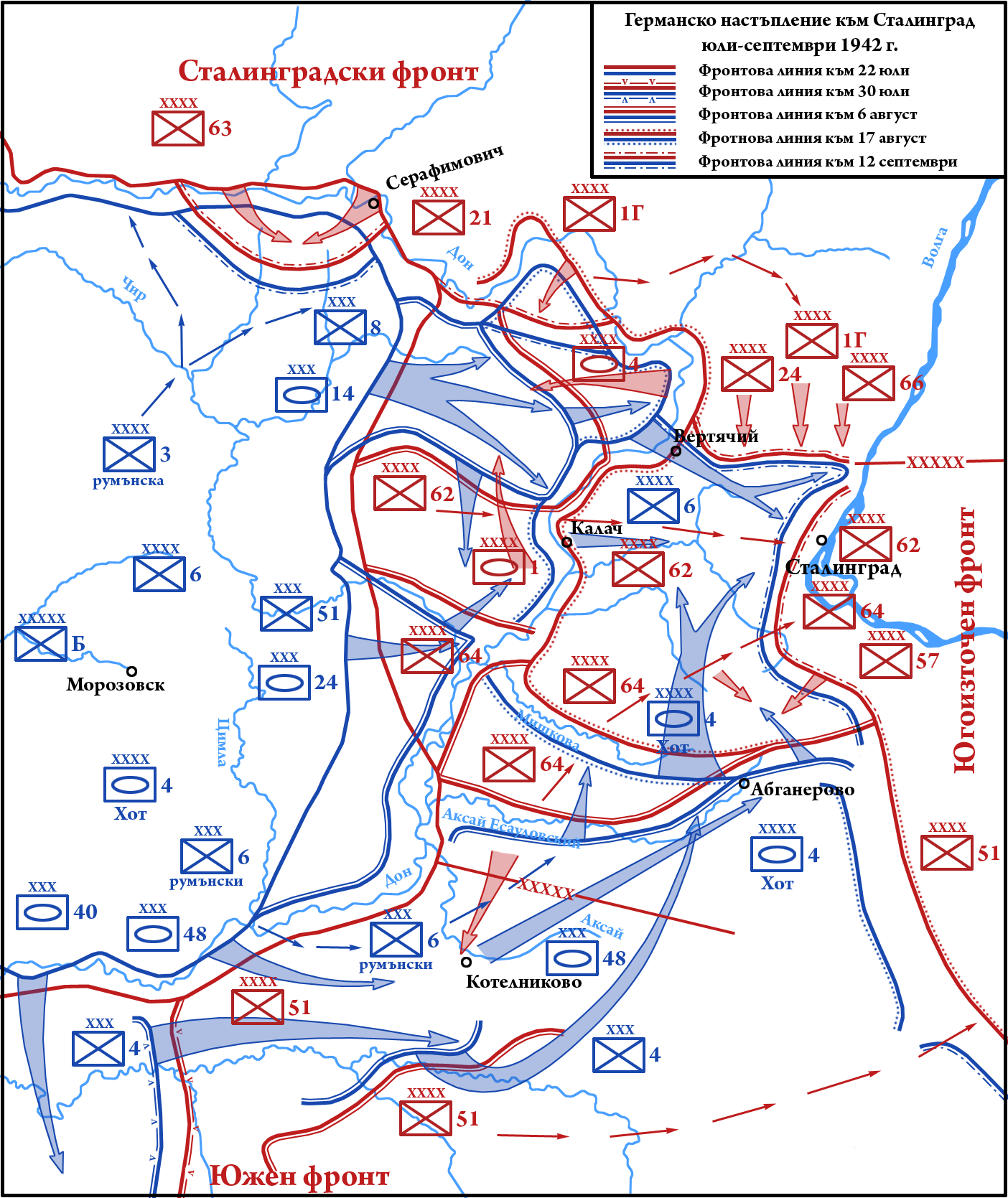
De inleidende omvatting van Stalingrad

In de laatste week van juli poogde het 6e Leger de Donbocht te zuiveren. De 9e en 16e Pantserdivisie braken door in de noordelijke sector van de bocht maar ondervonden hevige tegenstand. Ze werden frontaal aangevallen door het 1e en 4e Pantserleger en op de noordelijke flank door het 1e Gardeleger. Pas een eigen zuidelijke aanval door de 11e Pantserdivisie die het hele 62e Leger dreigde af te snijden dwong het Rode Leger zich over de Don terug te trekken. De zuivering bleek een zeer moeizaam proces dat drie weken in beslag nam. Dat was des te opmerkelijker omdat de Duitse pantsertroepen belangrijke technologische en tactische vooruitgang hadden geboekt. In mei 1940 was het, anders dan vaak voorgesteld, door organisatorische beperkingen en een gebrekkige radiocommunicatie, nog heel moeilijk geweest directe ondersteuning te krijgen door duikbommenwerpers. Nu lukte het nog tijdens de slag zelf om vijandelijke concentraties van tanks en antitankgeschut door bombardementen uit te schakelen. Gemotoriseerde infanteriedivisies kregen een klein organiek contingent tanks toebedeeld zodat ze het verbonden wapenen-gevecht beter konden uitvoeren. In het algemeen werd de samenwerking tussen tanks en infanterie effectiever door het beschikbaar komen van grotere aantallen half-tracks. De vuurkracht van de tanks werd verhoogd doordat sommige Panzerkampfwagen III werden uitgerust met een Lang 60 50 mm-kanon en sommige Panzerkampfwagen IV met een Lang 43 75 mm kanon waarmee voor het eerst op grotere afstand een T-34 of KV-1 kon worden uitgeschakeld.
Ondertussen was zuidelijker de 24e Pantserdivisie de Don al overgestoken; toen die op bevel van Hitler naar het noorden zwenkte, werd alle aandacht van het 64e Leger onder Andrej Jerjomenko gericht op het blokkeren van die flankaanval. Dat stelde 16e Pantserdivisie in staat om in de noordelijke sector op 21 augustus plots op pontons de Don over te steken en meteen naar de Wolga op te rukken die op 23 augustus bereikt werd. De opmars sneed Stalingrad af van de noordelijke bevoorradingslijnen. Tegelijkertijd voerde Luftflotte 4 onder Wolfram von Richthofen een massaal bombardement uit dat de stad grotendeels in puin legde en veel slachtoffers eiste onder de niet geëvacueerde burgerbevolking. De situatie van de 16e Pantserdivisie was in het begin precair. Men stootte op de door vrouwen bemande noordelijke luchtafweergordel van de stad waarmee men intense vuurduels uitvocht. De smalle corridor naar de Wolga werd met moeite gehouden tegen felle flankaanvallen door Sovjetlegers die wanhopig poogden uit het noorden door te breken. Gedurende de vele maanden van het beleg zouden zich hier steeds grote troepenmachten vlak bij de stad concentreren.
Uiteindelijk bleek het de verdedigers niet mogelijk de opmars van het 4e Pantserleger te blokkeren. De posities aan de Don moesten eind augustus worden opgegeven. Het 62e Leger werd naar de stad teruggenomen en het 64e Leger naar de zuidelijke flank daarvan zodat daar ten minste een bevoorradingslijn openbleef. Tegen het midden van september was zo de voorbereidende fase van de Duitse aanval afgesloten. Die had wel bijna twee maanden gevergd. Een jaar eerder had Heeresgruppe Süd met ook maar vijf pantserdivisies in enkele weken tijd de hele westelijke Oekraïne schoongeveegd, in de grootste tankslagen uit de wereldgeschiedenis een numerieke overmacht van gemechaniseerde korpsen een verpletterde nederlaag toebrengend. De matige prestatie van het 6e Leger kwam ten dele door de sterk verbeterde tactische competentie van het Rode Leger maar ook door Duitse logistieke problemen. Er was steeds gebrek aan brandstof en doordat men zich van de eindstations van de spoorwegen had verwijderd moesten munitie en voedsel over de laatste etappe door paard en wagen worden aangevoerd. Door verliezen en slijtage beschikte iedere pantserdivisie nog maar over enkele tientallen inzetbare tanks en deze situatie zou zich daarna niet meer verbeteren.

### Tsjoejkov neemt het bevel over
Anton Lopatin, bevelhebber van het 62e Leger, trok zich steeds verder terug. Lopatin leidde het leger tijdens verwoede gevechten ten westen van Stalingrad, maar kon het tij niet keren. Op 3 september werd hij uit zijn functie ontheven en ruim een week later - op 12 september - werd Vasili Tsjoejkov aangesteld als zijn opvolger. De nieuwe bevelhebber kwam al snel tot de conclusie dat de situatie waarin hij terecht was gekomen beroerd was: het leger omvatte bij het begin van de Duitse aanval circa vierenvijftigduizend man, negenhonderd kanonnen en ongeveer honderd tanks. Toch was Tsjoejkov de mening toegedaan dat hij succes kon boeken. Hij had de Duitse gevechtstactiek nauwkeurig bestudeerd en kwam tot de conclusie dat die tactiek in een stad moeilijk te hanteren zou zijn. Hij besefte dat hij de opeenvolgende, gecoördineerde Duitse aanvallen moest onderbreken met enkele felle tegenstoten.
In de aanloop naar de bestorming van de stad had de Luftwaffe al een zwaar bombardement uitgevoerd, waarmee de Duitsers trachtten het moreel van de verdedigers aan te tasten. Echter, door het zware bombardement was de stad in een grote puinhoop veranderd, iets dat de militaire operaties in de stad voor het grotendeels gemechaniseerde leger aanzienlijk bemoeilijkte.

### Eerste Duitse aanval

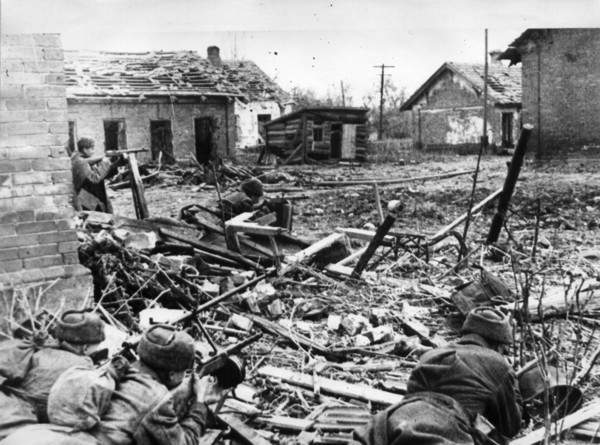
Sovjettroepen wachten de Duitse soldaten op in een buitenwijk van Stalingrad.

Op 14 september openden de Duitsers de eerste grote aanval op Stalingrad. De troepen van de Wehrmacht rukten op over een breed front en trachtten de stad stormenderhand in te nemen. Over een front van 643 kilometer breed stonden de twee Duitse legers - het 6e Leger en 4e Pantserleger - tegenover de negen Sovjetlegers van het Zuidoost- en Stalingradfront. Het 62e Leger - behorend tot het Zuidoostfront - werd in het centrum van de stad geplaatst.
Door middel van een aanval van het 51e Legerkorps, onder leiding van luitenant-generaal Walther von Seydlitz, opende het 6e Leger het offensief. De aanval werd om half zeven 's morgens begonnen, waarbij de oprukkende tanks steun kregen van de Luftwaffe en de artillerie. Tsjoejkov was op hetzelfde moment van plan om enkele tegenaanvallen uit te voeren, om enkele tactische posities terug te winnen. De commandant van het 62e Leger werd verrast door de aanval van 51e Legerkorps, dat in het noorden en het centrum van de stad wist te penetreren. Door aan te vallen met twee speerpunten, lieten de Duitsers blijken dat ze van plan waren om de Sovjettroepen te omsingelen en in een zogenaamde Kesselschlacht te vernietigen. De aanval op het centrum werd uitgevoerd door de 71e, 76e en 295e Infanteriedivisie, terwijl in Noord-Stalingrad de 100e Jäger-divisie en 389e Infanteriedivisie, samen met de 60e Gemotoriseerde- en 16e Pantserdivisie optrokken.
Ten zuiden van de Tsaritsa, de rivier die de stad in tweeën splitst, viel het Duitse 4e Pantserleger aan. In dat deel van Stalingrad was het 64e Leger onder leiding van Michail Sjoemilov gevestigd. De Duitse 24e Pantserdivisie viel samen met de 94e Infanteriedivisie via de voorstad Minina het zuiden van Stalingrad aan. Vanuit het zuidoosten rukten de 14e Pantserdivisie samen met de 29e Gemotoriseerde Divisie via het district Jelsjanka op naar de Wolga.

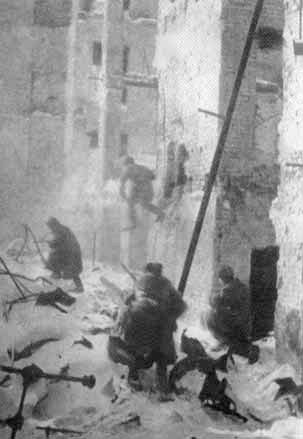
Straatgevechten in Stalingrad.

Het 51e Legerkorps werd tevens belast met de zware taak om de heuvel Mamajev Koergan, de Tataarse grafheuvel in Stalingrad waar Tsjoejkov zijn hoofdkwartier had gevestigd, te veroveren. Vanaf de heuvel had men een goed overzicht over de stad en de Wolga, waardoor artilleriebeschietingen effectiever konden worden uitgevoerd. Tsjoejkov had zijn commandopost boven op de Mamajev Koergan gevestigd en moest die al halverwege de middag verlaten. De commandant van het 62e Leger moest op de vlucht slaan voor de gestaag oprukkende Duitse troepen, die via de Mamajev Koergan en het station Stalingrad-1 - dat constant wisselde van partij - naar de Wolga oprukte. Tsjoejkov dreigde de grip op zijn troepen te verliezen en zette haastig zijn hoofdkwartier op in de 'Tsaritsynbunker'. Deze bunker - die tien meter onder de grond lag - was gelegen op de noordoever van de Tsaritsa. Vanuit zijn nieuwe hoofdkwartier kreeg Tsjoejkov het overzicht op de slag terug en besefte dat als de Duitsers de Wolga en de aanlegsteigers wisten te bereiken en tegelijkertijd het 62e Leger konden isoleren, de stad zo goed als verloren was.
Om de opmars van de Duitsers tegen te gaan, zette Tjoeikov zijn laatste reserves in. Van de negentien tanks werd een bataljon - negen tanks - naar het front in het centrum gestuurd. Tsjoejkov vormde aanvalsgroepen uit zijn stafofficieren en bewakers van het hoofdkwartier. Zes tanks en de eerste aanvalsgroep kregen opdracht om de weg naar de aanlegsteiger af te sluiten, terwijl drie tanks, ondersteund door een tweede aanvalsgroep enkele strategische gebouwen moesten heroveren, vanwaaruit de Duitsers de Wolga bestookten. De Duitse opmars naar de aanlegsteiger werd gestopt en Tsjoejkov kreeg in de avond van 14 september versterkingen in de vorm van de 13e Gardedivisie, die onder leiding stond van Aleksander Rodimtsev. De tienduizend man tellende divisie kreeg de opdracht om het gebied rondom de aanlegsteiger veilig te stellen, de Mamajev Koergan te heroveren en het station Stalingrad-1 definitief in te nemen. De 13e Gardedivisie trok direct na aankomst op naar de gestelde doelen. Hoewel de doelen te ambitieus bleken te zijn, wisten de troepen toch enkele goede posities in te nemen, met name bij het station.
De Duitsers lanceerden in de morgen van 15 september een nieuw offensief. Zij trachtten de Mamajev Koergan helemaal in te nemen en via het station Stalingrad-1 door te breken naar de aanlegsteiger. De 71e Infanteriedivisie moest het station innemen en stuitte daar op hevige weerstand van de 13e Gardedivisie. De strijd golfde de hele dag op en neer, maar bij het invallen van de duisternis waren het de sovjets die het station in handen hadden. Op de Mamajev Koergan woedde eveneens een hevige strijd tussen de Duitse 295e Infanteriedivisie en troepen van het Rode Leger. Uiteindelijk wisten de Duitsers het grootste deel van de heuvel in te nemen, met het gevolg dat ze een goed zicht over de stad hadden. Lang van de overwinning konden de Duitsers echter niet genieten, want een dag later heroverden de sovjets het noordelijk deel van de Mamajev Koergan. De Duitsers wisten hun goede positie echter te consolideren en de positie van de 13e Gardedivisie en daarmee ook die van het 62e Leger begon te wankelen. De commandopost van Tsjoejkov was ondertussen te gevaarlijk geworden om nog in te verblijven, aangezien de Duitsers deze constant onder vuur hielden. De legerstaf stak de rivier over om verder noordelijk weer naar de westelijke oever terug te keren. Hij vestigde zijn hoofdkwartier onder een paar olietanks, die 500 meter ten zuidoosten van de kanonnenfabriek lagen.

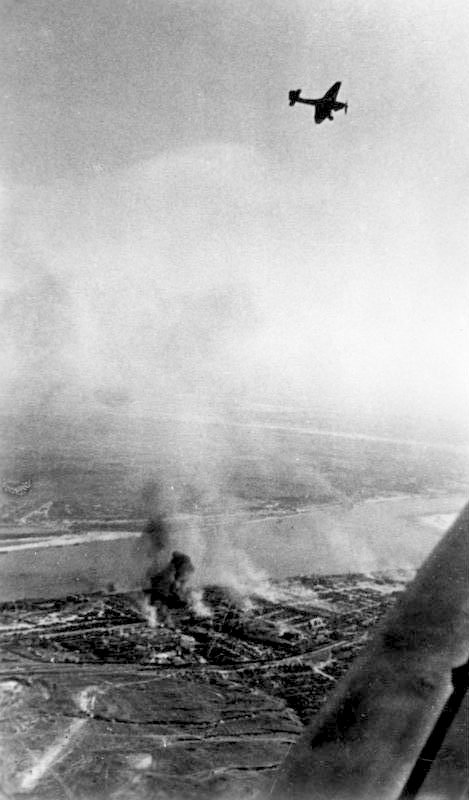
Met luchtaanvallen bestookte de Duitse Luftwaffe de stad. September 1942.

Op 18 september opende de Luftwaffe de dag met de gebruikelijke aanval. Tegelijkertijd openden restanten van de 112e en 42e Sovjet Infanteriedivisies wederom een aanval op de Mamajev Koergan. Om 8:00 verdween - tot opluchting en verbazing van Tsjoejkov - de Luftwaffe van het toneel. De Duitse luchtmacht moest ondersteuning bieden bij een door het Stalingradfront geplaatste aanval tussen de Don en de Wolga. Dit verschafte de Sovjet troepen in Stalingrad voor korte tijd wat meer lucht. De aanval was tactisch gezien geen succes en het Rode Leger leed gevoelige verliezen. Om 18:00 uur kreeg Tsjoejkov bevel om de aanval van het Stalingradfront te ondersteunen. Ter ondersteuning van het offensief besloot Tsjoejkov om de Mamajev Koergan nogmaals aan te vallen, maar de 112e divisie kon de top ervan niet veroveren. De 13e Gardedivisie was nog altijd in gevecht bij het station Stalingrad-1 en kon derhalve niet worden ingezet voor het offensief. Sterker nog, het treinstation moest langzaam worden opgegeven aan de Duitsers. De 13e Gardedivisie nam nieuwe posities in op slechts 270 meter van de centrale aanlegsteiger.
Met het veroveren van het treinstation op 19 september, kwam er een einde aan de langdurige en bloedige strijd om het gebouw. De Duitse 71e Infanteriedivisie rukte verder op naar de Wolga en op 21 september kon het de aanlegsteiger onder vuur nemen. De Duitse eenheid had als opdracht de 13e Gardedivisie in haar geheel te vernietigen, om zo het 62e Leger in het centrum en noorden te isoleren. De 284e Siberische divisie kwam de gardedivisie versterken, maar het station en de aanlegsteiger moesten, al dan niet tijdelijk, worden opgegeven. De situatie ten noorden van de Tsaritsa was tijdelijk gestabiliseerd, maar ten zuiden van de rivier was een Duitse overwinning ophanden. Toen op 22 september de posities in de graansilo - de laatste sterke vesting van de sovjets ten zuiden van de Tsaritsa - moesten worden opgegeven, hadden de Duitsers bijna het hele zuiden van de stad onder controle. Op 26 september werden - onder vuur van de Duitsers - de laatste troepen van het Rode Leger ten zuiden van de Tsaritsa geëvacueerd.
Hiermee kwam er een einde aan het eerste deel van de slag om Stalingrad. De Duitsers hadden niet de snelle overwinning behaald waarop ze hadden gehoopt. Niettemin was duidelijk dat de Wehrmacht een tactische overwinning had geboekt. Het 4e Pantserleger stond aan de Wolga tussen de Tsaritsa en de voorstad Koeprosnoje, de centrale aanlegsteiger was binnen schootsafstand, terwijl de Luftwaffe de Wolga regelmatig bestookte. In het centrum was het station ingenomen en was het Rode Leger van de top van de Mamajev Koergan verdreven, hoewel de Duitsers de heuvel zelf niet hadden veroverd. Alleen het noorden van Stalingrad - het industriegebied - was nog in handen van de sovjets.
Ondanks de tactische overwinning en het optimisme aan Duitse zijde, was er ook een keerzijde. Er waren zware verliezen geleden, mede door het feit dat men vasthield aan een vorm van Blitzkrieg in stedelijke omgeving. Die tactiek kostte een behoorlijk aantal levens. Bovendien spraken de Duitsers nog altijd in termen van divisies en korpsen, terwijl er in de chaos van de stad flexibiliteit nodig was. Het lag dan ook meer voor de hand om op bataljonsniveau beslissingen te nemen, zoals het Rode Leger inmiddels steeds meer ging toepassen.

### Tweede Duitse aanval

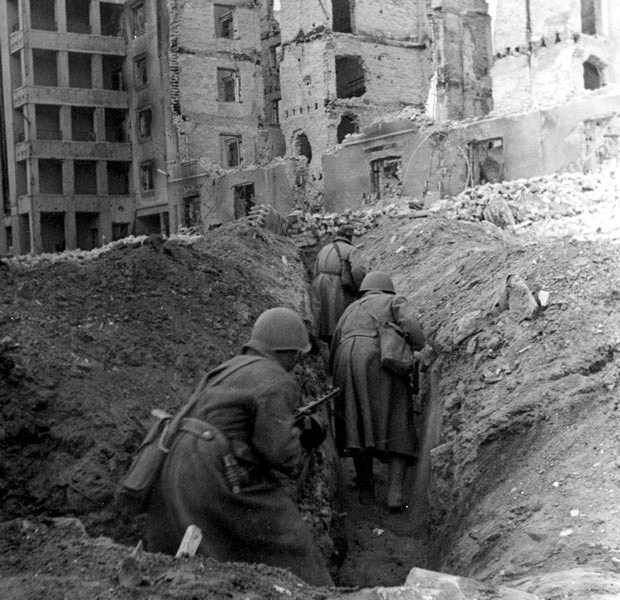
Sovjetsoldaten in de loopgraven tussen de ruïnes van Stalingrad, in december 1942.

Op 27 september bij zonsopgang openden de Duitsers een groot offensief dat de beslissing in Stalingrad teweeg moest brengen. Paulus dacht, dat hij met een groot offensief de in het nauw gedreven Sovjettroepen op de knieën kon dwingen en daarmee de langdurige man-tegen-mangevechten kon voorkomen. Zijn leger, getraind voor een bewegingsoorlog, had moeite met de omstandigheden in Stalingrad. Dit kwam mede door het feit dat de tanks niet goed gebruikt konden worden in de met puin bedekte straten. Bovendien werd het weer eind september herfstachtig. Paulus besefte maar al te goed dat hij geen tijd te verliezen had. Nadat de strijd in het zuiden in Duits voordeel beslist leek, hergroepeerde hij zijn leger voor een allesbeslissende aanval op het industriële hart van de stad.
Hitler begon zich ondertussen steeds meer met de strijd in Stalingrad te bemoeien. Dit resulteerde op 24 september al in het ontslag van Franz Halder, Chef van de Generale Staf van de grondtroepen. Die uitte meerdere malen zijn kritiek op de tactiek van Hitler, omdat deze de flanken ernstig verzwakte ten bate van de strijd in de stad zelf. Hitler was zijn kritiek beu en verving Halder door Kurt Zeitzler. Jozef Stalin daarentegen gaf zijn officieren steeds meer ruimte om te handelen naar eigen goeddunken. Hij nam steeds meer adviezen van hoge officieren als Zjoekov en Vasilevski over.

## Omsingeling van het Zesde Leger

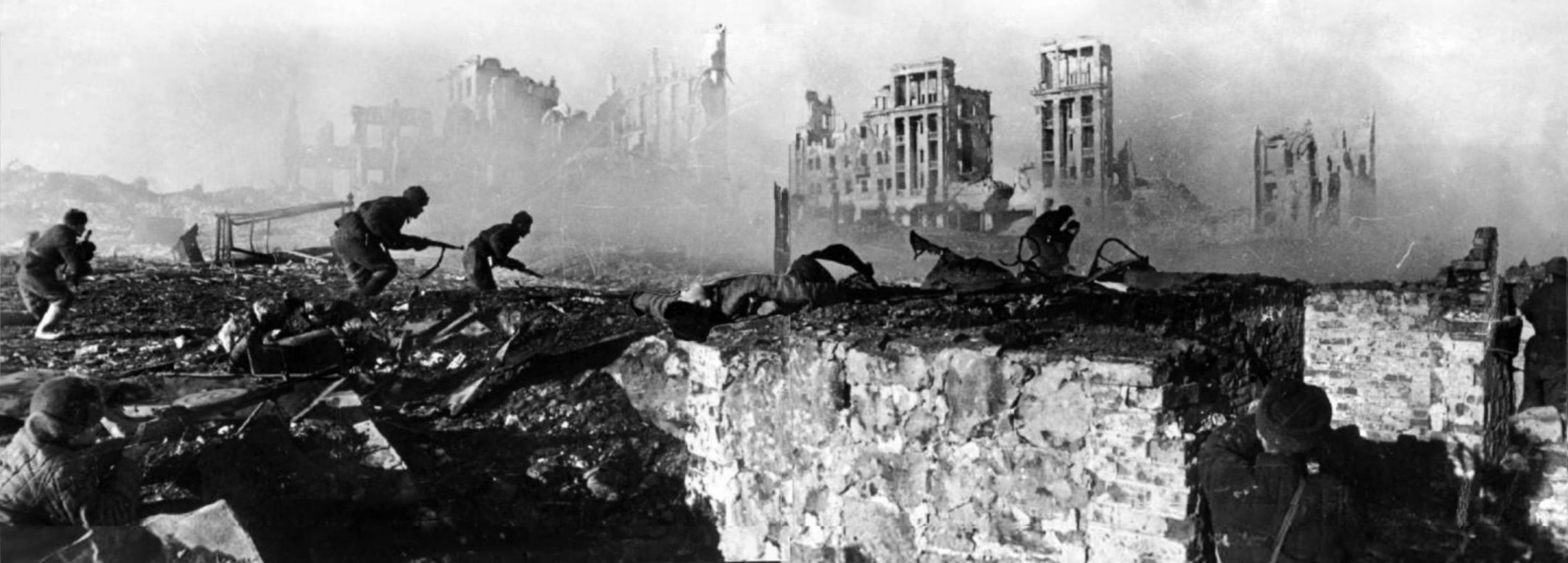
Sovjetsoldaten trekken ten aanval door de verwoeste stad. Februari 1943.

De Duitsers hadden hun sterkste troepen ingezet bij hun pogingen om de stad zelf te veroveren, en de bescherming van de uitgestrekte flanken overgelaten aan de zwakkere legers van hun bondgenoten (Roemenen, Hongaren, en Italianen). De Sovjets hadden in loop van de slag Stalingrad maar nét voldoende versterkingen verleend om stand te kunnen houden, en ondertussen aanzienlijke reserves opgebouwd. In november 1942 lanceerde het Rode Leger een grootscheeps offensief tegen de beide flanken van de langgerekte saillant naar Stalingrad. Binnen enkele dagen verkruimelde de tegenstand, en kwamen de beide Sovjet-aanvalsspitsen achter de rug van het 6e Leger samen, dat hiermee ingesloten was.
Hitler verbood persoonlijk een uitbraakpoging, en beval dat het 6e Leger stand moest houden, nadat Göring hem had verzekerd dat de Luftwaffe het leger zou kunnen bevoorraden. Dit bleek niet het geval; de troepen in het omsingelde gebied ontvingen maar een fractie van de benodigde voorraden. Nadat ook een ontzettingspoging van buitenaf (Operatie Wintergewitter) mislukt was, was het 6e Leger gedoemd. De Sovjets drukten de enclave vanuit het westen steeds verder ineen, en de uitgeputte, verhongerde en bevriezende Duitse soldaten werden in de stad samengedreven. Begin februari was het voorbij, en gaven de laatste overlevenden zich over.

## Populaire cultuur
De Slag om Stalingrad, een doorslaggevend gevecht in de Tweede Wereldoorlog en wellicht het bloedigste gevecht in de geschiedenis van de mensheid, is een populair onderwerp in bijvoorbeeld films en computergames. Over de gebeurtenis zijn ook tal van boeken en zelfs enkele liedjes geschreven.
De Slag om Stalingrad is vanwege zijn grote omvang uitgegroeid tot een van de bekendste veldslagen die ooit heeft plaatsgevonden en staat symbool voor het keerpunt aan het oostfront.

## Literatuur

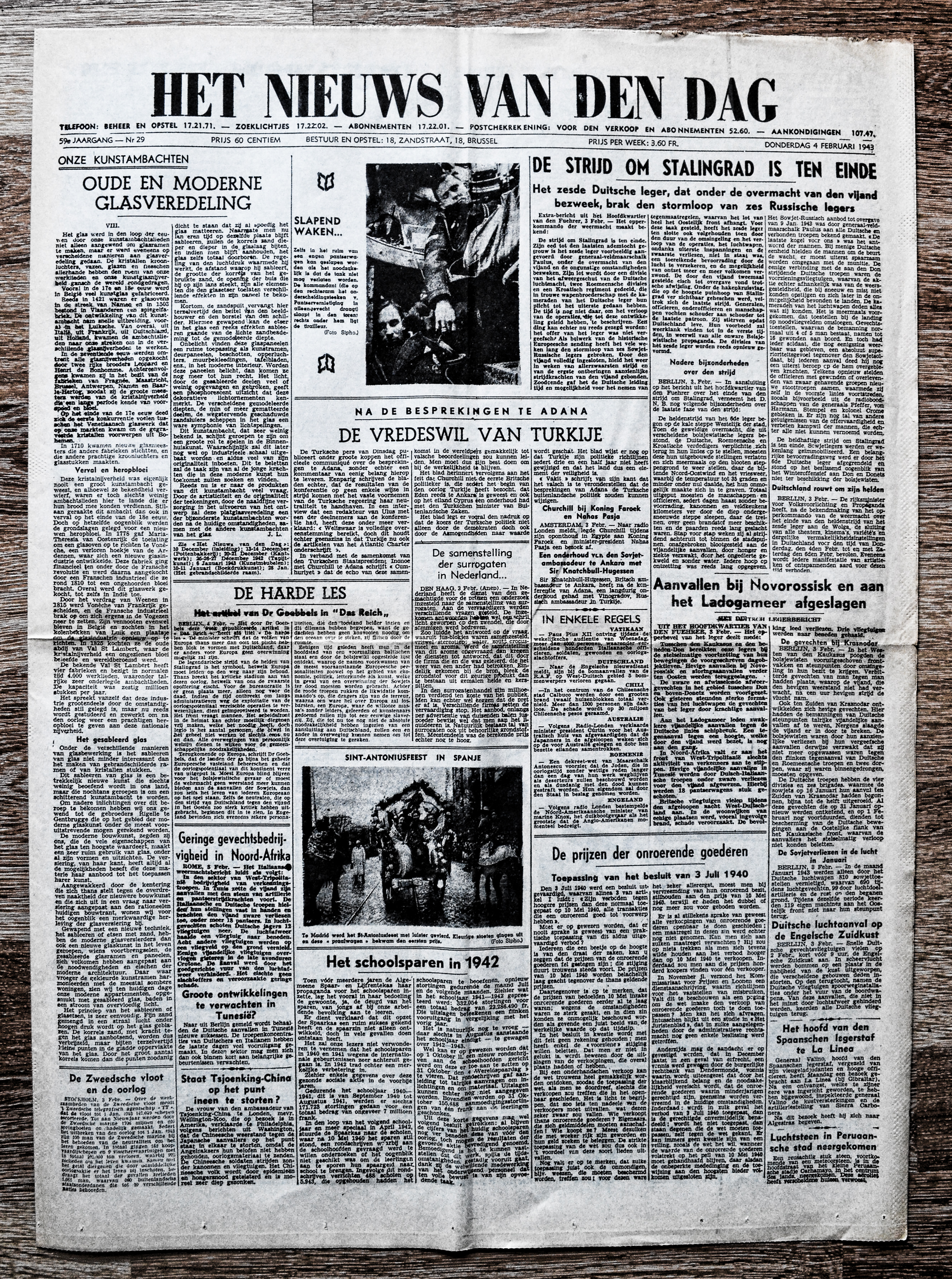
Voorpagina Vlaams dagblad Het Nieuws Van Den Dag, 4 februari 1943. Met kop: "De strijd om Stalingrad is ten einde"

### Naslagwerken
- David L. Robbins: De rattenoorlog, Uitgeverij Meulenhoff, 2002
- Stephen Walsh: De Hel van Stalingrad, Zuidnederlandse Uitgeverij nv, 2003
- Henrich Gerlach: Doorbraak bij Stalingrad, Xander uitgevers, 2017
- Geoffrey Jukes: Stalingrad, Standaard Uitgeverij Antwerpen, 1972
- Derek Lambert: Sluipschutters in Stalingrad, Phoenix, 1986
- R. Seth: Slag om Stalingrad, Uitgeverij het Spectrum, 2006
- J.N. Ross: Het geheim van Stalingrad, A.W. Bruna Uitgevers, 2007
- Antony Beevor: Stalingrad, Olympus non-fictie, 2001.
- J. Bauwens, P. Terlouw en H. Ebeling: Stalingrad: Het Graf (Serie: Dossier 1940-1945), Uitgeverij de Goudvink
- S. Walsh: De slag om Stalingrad, Uitgeverij Deltas, 2000

### Fictie met historische feiten (romans)
- Vasili Grossman: Leven & Lot, Balans, 2009
- Vasili Grossman: Stalingrad, Balans, 2024
- Viktor Nekrasov: In de loopgraven van Stalingrad, 1963
- Aline Sax: Geen stap terug, Uitgeverij Clavis, 2005
- Theodor Plievier: Stalingrad, 10e druk, De Boekerij Baarn, onderdeel van de trilogie: Moskou, Stalingrad, Berlijn